# Cefuroxim
Cefuroxim is een bètalactamantibioticum uit de groep van tweede-generatie-cefalosporines. Het is werkzaam tegen vele soorten bacteriën en wordt voorgeschreven bij bacteriële infecties zoals acute bronchitis, blaasontsteking, cystische fibrose, gonorroe, hersenvliesontsteking, huidinfecties, de ziekte van Lyme, middenoorontsteking en longontsteking. Het is verkrijgbaar in de vorm van tabletten, drank, injecties of infusen.
Het werd ontwikkeld door Glaxo (nu GlaxoSmithKline) en kwam in 1977 op de markt. De octrooibescherming is inmiddels voorbij en het is als generiek geneesmiddel verkrijgbaar. Handelsnamen zijn onder meer Zinnat (GlaxoSmithKline) en Aprokam (Laboratoires Théa (Frankrijk)). Cefuroxim zelf is een carbonzuur; preparaten bevatten een ester of zout. Zinnat (tabletten) bevat de prodrug cefuroxim-axetil, dit is een ester van cefuroxim. Aprokam (injectieflacons) bevat het natriumzout cefuroxim-natrium.